# Маха Саракам
Маха Саракам е една от 76-те провинции на Тайланд. Столицата ѝ е едноименния град Маха Саракам. Населението на провинцията е 947 313 жители (2000 г. – 20-а по население), а площта 5291,7 кв. км (42-ра по площ). Намира се в часова зона UTC+7. Разделена е на 13 района, които са разделени на 133 общини и 1804 села.